# Batalla de la isla Saltés
La batalla de la isla Saltés (17 de julio de 1381), combate naval entre una escuadra portuguesa y otra castellana, con victoria de la segunda, desarrollado fundamentalmente en aguas próximas a la isla Saltés (en la actual provincia de Huelva, Andalucía, España), durante la tercera guerra fernandina.

## Antecedentes
Fernando I de Portugal sostuvo, a raíz de la muerte de Pedro I, tres conflictos con Castilla (por la posesión de cuyo trono alegaba tener derechos), conocidos por los portugueses como guerras fernandinas. En 1381, rompiendo el Tratado de Santarém (1373) que puso paz a la segunda, decidió atacar de nuevo a Castilla, iniciando así la tercera. Para ello contaba con una recién firmada alianza con la Inglaterra del joven Ricardo II. El duque de Lancaster también tenía, desde 1371, pretensiones al trono castellano, y vio en este pacto un medio para hacerlas efectivas. Por ello se comprometió a desembarcar unos 2000 hombres (la mitad de ellos eran los temibles arqueros ingleses), al mando del conde de Cambridge, en Lisboa, para apoyar a continuación con ellos una incursión lusa en territorio enemigo.
Para impedir que el contingente aliado fuera interceptado en alta mar por la armada de Castilla, el monarca portugués planeó un bloqueo naval en torno a la desembocadura del Guadalquivir, pues por ella habría de salir necesariamente la escuadra enemiga que, al mando del Almirante Fernando Sánchez de Tovar, estaba entonces anclada en Sevilla. Conociendo la cantidad de galeras que la componían (17), armó otra superior en número (23 galeras), que marchó desde Lisboa, a mediados de julio de 1381, al mando de su cuñado Juan Alfonso Tello, conde de Barcelos.

## Batalla
Sin embargo, prácticamente al mismo tiempo que se daba dicha partida, zarpaba ya de su base hispalense Sánchez de Tovar, poniendo rumbo noroeste después de salir a mar abierto. El día 17, navegando en sentidos opuestos, las dos escuadras se avistaron frente a las costas del Algarve. En ese momento, tras evaluar la situación, el almirante castellano consideró muy improbable obtener una victoria en tales circunstancias, y ordenó virar y regresar a puerto. Su homólogo portugués vio entonces una oportunidad única de vencer al rival que se retiraba, e inició una persecución.
A partir de esos instantes se puso de manifiesto la sobresaliente inteligencia táctica de Tovar como marino. Ordenó remar a sus hombres a un fuerte ritmo, obligando a sus perseguidores a elevar al máximo el esfuerzo para intentar superar la rapidez del contrincante. Pero dada la distinta velocidad a la que avanzaban, iba aumentando la distancia entre los barcos portugueses, estirándose su formación. Tras unas dos horas de boga, el agotamiento, la sed y el calor del verano hicieron mella en los remeros lusos, y muchas de sus naves se quedaron rezagadas. Ocho de ellas, al pasar frente a la pequeña isla Saltés (cerca de Huelva), se detuvieron a destruir los bienes de los pescadores de las cercanías, pretendiendo con ello eliminar la competencia que estos suponían para los de Portugal.
Tovar mandó entonces parar a los suyos. Descansaron lo justo para, a continuación, virar las proas y lanzarse en formación compacta hacia el enemigo. Acometieron con gran fuerza a las galeras de vanguardia, rindiéndolas fácilmente. Después, el resto de ellas se aproximaron de una en una a los castellanos, quienes a su llegada las iban capturando sin dificultad. Habían caído en una trampa de la que no podían librarse: necesitaban imperiosamente remar lo más rápido posible para arribar cuanto antes a la línea de combate, sumándose así a sus compañeros en apuros para tratar de evitar una derrota que se iba consumando progresivamente. Pero a la vez esto hacía que su cansancio al llegar a la pelea fuera mayor, incapacitándoles de esta forma para enfrentarse con éxito a los de Castilla. Un subalterno, Alfonso Añes, aconsejó durante la jornada al almirante portugués frenar y reagrupar las fuerzas, pero este (a la sazón con una escasa experiencia militar) se negó a considerarlo y juzgó prioritario alcanzar cuanto antes a los perseguidos. Tal vez pensó que si optaba por hacer caso a la sugerencia Tovar podría evadirse definitivamente, y a él se le escaparía un triunfo que había dado por seguro, teniendo entonces que retornar a Lisboa deshonrosamente fracasado, pues las expectativas de victoria con las que le despidió el soberano en el puerto fueron muy altas.

## Consecuencias
Solo una (que no llegó al combate y volvió al lugar de partida) de las 23 galeras portuguesas se libró de ser capturada por los hombres de Fernando Sánchez de Tovar, quien entró triunfante con sus 22 presas en el puerto de Sevilla, con gran júbilo de sus habitantes. No obstante, este hecho permitió a los ingleses atracar en Lisboa y desembarcar allá sus fuerzas, tal como pretendían, sin impedimentos. Seguidamente dispusieron sus barcos preparándose para un encuentro con el almirante castellano, pero al no acudir este finalmente, las naves regresaron a Inglaterra, quedando en la ciudad las fuerzas terrestres.
La rotunda victoria de la flota de Sánchez de Tovar tuvo evidentes consecuencias para la guerra fernandina. Anuló la capacidad ofensiva naval de Portugal, quien tuvo que dar por hecha la supremacía castellana en el Atlántico. Ese año los lusos no pudieron armar más flotas contra Castilla, quien, por su parte, no necesitaba hacer lo mismo, pues con la que disponía ya ejercía el dominio efectivo de las aguas. Por tanto, con la batalla de Saltés se dio por terminada la campaña marítima de 1381.
Los efectos de la derrota portuguesa también se sintieron al año siguiente, cuando el reino tuvo que afrontar, más debilitado militarmente que de costumbre, una vigorosa ofensiva por mar y tierra de los castellanos. Estos llegaron hasta las puertas de Lisboa, obligando a Fernando I a firmar en agosto la paz con Juan I mediante el Tratado de Elvas. Después de la guerra, Juan Alfonso Tello tuvo que dejar el cargo por la derrota y cederla otra vez a Lanzarote Pessanha.